# ALTAR Games
ALTAR Games (ранее известна как Altar Interactive) — компания, специализировшаяся на разработке компьютерных игр. Была основана в 1997 году.

## История компании
Была основана в 1997 году в городе Брно, Чехия. ALTAR Games наиболее известна своей серией игр UFO, которая представляет собой тактику в реальном времени с трёхмерной графикой, а также серией логических игр Fish Fillets.
В 2005 году совместными усилиями ALTAR Games, Bohemia Interactive, Black Element Software и Centauri Production, была основана чешская ассоциация независимых разработчиков компьютерных игр IDEA Games.
30 сентября 2010 года компания стала филиалом Bohemia Interactive Studio наряду с Centauri Production и Black Element Software.
ALTAR Games является сестринской компанией ALTAR Publishing, создающей настольные игры.

## Разработанные игры
- 1997 — Fish Fillets NG
- 2001 — Original War
- 2003 — UFO: Aftermath
- 2005 — UFO: Aftershock
- 2007 — UFO: Afterlight
- 2007 — Fish Fillets 2